# William George Ward
William George Ward (21 de marzo de 1812 - 6 de julio de 1882) fue un teólogo católico inglés y matemático cuya carrera ilustra la evolución de la opinión religiosa en un momento de crisis en la historia del pensamiento religioso inglés.

## Biografía
Fue al Christ Church, de Oxford, en 1830, pero las dificultades financieras de su padre lo obligaron en 1833 a solicitar una beca en el Lincoln College. Ward tenía un don para las matemáticas puras, pero despreciaba cualquier otro campo del conocimiento incluidas las matemáticas aplicadas o cualquier cosa fuera de las ciencias exactas. Poseía un gran sentido del humor y le encantaban las paradojas. 

### Comienzos
Su examen de matemáticas es un ejemplo de las particularidades de su carácter y su capacidad. Cuatro de sus cinco trabajos sobre matemáticas aplicadas fueron entregados en blanco. Sin embargo se pudo graduar y en 1834 obtuvo una beca abierta en el Balliol College. 
El año previo había comenzado el movimiento tractariano: Ward se sintió atraído por este movimiento a causa de su odio por la moderación y lo que él llamó "respetabilidad". Rechazaba a John Henry Newman, a quien consideraba como un mero anticuario. Cuando, sin embargo, un amigo lo convence de oír a Newman predicar, Ward se convierte inmediatamente en su discípulo. Pero él tenía, tal como expresó Newman sobre él, "una interpretación propia del movimiento". No le gustaban las investigaciones históricas. Trataba al tema bajo estudio como si fuera de lógica pura: no le gustaban los reformadores, el derecho al juicio privado que los protestantes proclamaban, y la uniformidad algo prosaica de la Iglesia Anglicana. Se lanzó en una campaña general contra el protestantismo en general y su forma anglicana en particular.

### En la Iglesia
A pesar de sus apreciaciones, se ordenó de diácono en 1838 y de sacerdote en 1840.
En 1839, Ward se convirtió en editor del British Critic, el órgano del partido tractariano, y levantó suspicacia entre los adherentes del partido por sus denuncias violentas contra la iglesia a la que todavía pertenecía. En 1841 Ward impulsó la publicación del famoso Tratado 90, y escribió en su defensa. A partir de ese período Ward y sus colaboradores trabajaron en forma abierta por la unión con la Iglesia católica, y en 1844 publicó su Ideal de una Iglesia cristiana, en el que abiertamente sostuvo que la única esperanza para la Iglesia de Inglaterra estaba en su acercamiento a la Iglesia católica. En febrero de 1845, invitaron a la Universidad de Oxford, a condenar el Tratado 90, a censurar el Ideal, y a privar a Ward de sus títulos. Las dos últimas propuestas fueron llevadas a cabo: Ward fue privado de su tutoría pero la censura del Tratado 90 fue evitada gracias al non placet de los procuradores, Guillemard, y la Iglesia.

### Deja la Iglesia
Ward dejó la Iglesia de Inglaterra en septiembre de 1845, y fue seguido por muchos otros, incluyendo el propio Newman. Después de su recepción en la Iglesia católica, Ward se dedicó a la ética, la metafísica y la filosofía moral. Escribió artículos sobre el libre albedrío, la filosofía del teísmo, sobre la ciencia, la oración y los milagros para el Dublin Review. También trató de la condena del Papa Honorio I, llevó a cabo una correspondencia polémica con John Stuart Mill, y tuvo una participación destacada en las discusiones de la Sociedad de la Metafísica, fundada por James Knowles, de la que también eran miembros prominentes Alfred Lord Tennyson, T. H. Huxley y James Martineau. Fue un oponente del catolicismo liberal y defensor de la autoridad papal.

## Libros
- A Brief Summary of the Recent Controvery on Infallibility; Being a Reply to Rev. Father Ryder on His Postscript (1868).
- A Few More Words in Support of No. 90 of the Tracts for the Times (1841).
- A Few Words in Support of No. 90 of the Tracts for the Times: Partly with Reference to Mr. Wilson's Letter (1841).
- A Letter the Rev. Father Ryder on His Recent Pamphlet (1867).
- A Second Letter to the Rev. Father Ryder (1868).
- An Address to Members of Convocation in Protest Against the Proposed Statute (1845).
- Appendix to Five Lectures on Attrition, Contrition, and Sovereign Love (1858).
- Capital and Labour a Paper Read Before the Literary Section and General Members of the Nottingham and County Liberal Club: And to Delegates from Operatives' Trade Societies (1874)
- Essays on the Philosophy of Theism (1884).
- Essays on the Church's Doctrinal Authority (1880).
- Essays on devotional and scriptural subjects (1879).
- Five Lectures on Attrition, Contrition, and Sovereign Love: With a Practical Application of the Doctrine, Delivered in St. Edmund's Seminary (1857).
- Introductory Lectures on the Science de Naturâ Et Gratiâ: Preceded by a Farewell Address (1858).
- Mr. Mill's denial of necessary truth. W.G.W. (1871)
- Mr. Shadworth Hodgson on Free Will (1880).
- On Nature and Grace: A Theological Treatise, Book I, Philosophical Introduction (1860). books.Google
- Science, prayer, free will, & miracles, an essay, repr. from the 'Dublin review' (1881).
- Strictures on Mr. Ffoulkes's Letter to Archbishop Manning (1869).
- The Anglican establishment contrasted, in every principle of its constitution, with the Church catholic of every age, being a 2nd letter to the editor of the 'Guardian' (1850). books.Google
- The Authority of Doctrinal Decisions which are Not Definitions of Faith: Considered in a Short Series of Essays Reprinted from "The Dublin Review." (1866). books.Google
- The Condemnation of Pope Honorius: An Essay, Republished and Newly Arranged from the "Dublin Review." with a Few Notes in Reply to E.F. Willis (1879).
- The Extent of Free Will (1881).
- The Ideal of a Christian Church Considered in Comparison with Existing Practice: Containing a Defence of Certain Articles in the British Critic in Reply to Remarks on Them in Mr. Palmer's 'Narrative' (1844). books.Google
- The Relation of Intellectual Power to Man's True Perfection: Considered in Two Essays Read Before the English Academy of the Catholic Religion (1862).
- Three Letters to the Editor of the Guardian: With a Preliminary Paper on the Extravagance of Certain Allegations which Imply Some Similarity Between the Anglican Establishment and Some Branch, Existing at Some Period, of the Catholic Church : and a Preface, Including Some Criticism of Professor ... (1852).